# Andrés Elionai Sánchez
Andrés Elionai Sánchez León (Socopó, 12 dicembre 1987) è un ex calciatore venezuelano, di ruolo difensore.

## Palmarès

### Competizioni nazionali
- Copa Venezuela: 1

Caracas: 2013
- Campionato venezuelano: 1

Caracas: 2019